# تلانیوس مانک: مستقیم، بی تعقیب‌کننده
تلانیوس مانک: مستقیم، بی تعقیب‌کننده (به انگلیسی: Thelonious Monk: Straight, No Chaser) فیلمی در ژانر مستند است که در سال ۱۹۸۸ منتشر شد.

## بازیگران
- جیمی کلولند
- هری کلمبی
- جان کولترین
- ری کوپلند
- جانی گریفین[۲]